# Olga Gzovskaïa
Olga Vladimirovna Gzovskaïa (en russe : Ольга Владимировна Гзовская) est une actrice de théâtre et de cinéma russe, née le 23 octobre 1883 à Moscou, morte le 2 juillet 1962 à Leningrad.

## Biographie
Olga Gzovskaïa est actrice au théâtre Maly à partir de 1905 et est remarquée par la critique dès ses débuts. Elle devient l'élève de Constantin Stanislavski en 1907, tout en continuant à jouer au théâtre Maly jusqu'en 1908. Elle rejoint le Théâtre d'art de Moscou en 1910 (où, en 1911 et 1912, elle interprète Ophélie dans Hamlet), et retourne auprès du théâtre Maly après la révolution de 1917, où elle tente d'introduire la méthode Stanislavski.
Olga Gzovskaïa quitte la Russie en 1923 pour Berlin avant d'y revenir en 1932. Suspecte, avec son compagnon Vladimir Gaïdarov, en tant qu'émigrés, elle ne retrouve du travail qu'en 1937, avec l'aide de Stanislavski.
Bien qu'elle a été l'élève fétiche de Stanislavski, qui voyait l'occasion d'appliquer sa méthode sur une jeune actrice, Olga Gzovskaïa n'a jamais totalement satisfait aux exigences du jeu dramatique en vigueur au Théâtre d'art de Moscou.
Olga Gzovskaïa a aussi joué dans de nombreux films célèbres des débuts du cinéma russe.

## Théâtre
- 1912 : Le fil rompt où il est mince d'Ivan Tourgueniev : Vera
- 1914 : Le Convive de pierre d'Alexandre Pouchkine : Laura
- 1915 : Le Malheur d'avoir trop d'esprit d'Alexandre Griboïedov : Sofia

## Filmographie

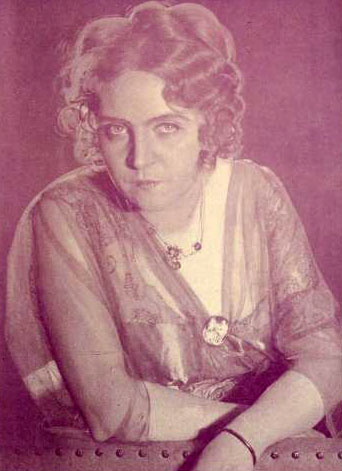
Olga Gzovskaïa (1917)

- 1915 : Mara Kramskaïa de V. Izouroudov-Garlitski
- 1916 : La Femme au poignard (Женщина с кинжалом) de Yakov Protazanov
- 1917 : Assez de sang (Ne nado krovi) de Yakov Protazanov
- 1918 : La Servante Jenny (Gornitchnaïa Djenny) de Yakov Protazanov
- 1922 : Les Intrigues de Madame de La Pommeraye (Die Intrigen der Madame de La Pommeraye) de Fritz Wendhausen